# The Unbreakable Boy
The Unbreakable Boy is een Amerikaanse biografische dramafilm uit 2025, geschreven en geregisseerd door Jon Gunn. De hoofdrollen worden vertolkt door Zachary Levi, Meghann Fahy en Jacob Laval. De film is gebaseerd op het boek "The Unbreakable Boy: A Father's Fear, a Son's Courage, and a Story of Unconditional Love" van Scott Michael LeRette en Susy Flory, dat gebaseerd is op een waargebeurd verhaal.

## Verhaal
Austin is een autistische jongen die bovendien kampt met een zeldzame botziekte. Wat hem echter uniek maakt is zijn vrolijke en grappige kijk op de wereld, die aanstekelijk werkt op alles en iedereen om hem heen. Het leven van zijn vader Scott verandert volledig wanneer hij Austin niet langer ziet als zijn ziek kind, maar als iemand met een onverwoestbare geest.

## Rolverdeling
| Acteur             | Personage               |
| ------------------ | ----------------------- |
| Zachary Levi       | Scott LeRette           |
| Meghann Fahy       | Teresa LeRette          |
| Jacob Laval        | Austin LeRette          |
| Drew Powell        | Joe                     |
| Patricia Heaton    | Marcia                  |
| Amy Acker          | Lori                    |
| Gavin Warren       | Logan LeRette           |
| Pilot Bunch        | Tyler                   |
| Peter Facinelli    | predikant Rick          |
| Todd Terry         | Dick                    |
| Kevin Downes       | Lyle                    |
| Roy Jackson Miller | Austin LeRette als baby |

## Productie en release
In november 2020 kondigde Lionsgate een langspeelfilm aan gebaseerd op het boek. De opnames begonnen nog diezelfde maand in Oklahoma in volle coronaperiode en duurden tot december.
De film zou aanvankelijk op 18 maart 2022 in de Verenigde Staten uitkomen, maar werd acht dagen voor de release door Lionsgate geschrapt, zonder enige uitleg of nieuwe releasedatum.  De film zou uiteindelijk bijna drie jaar later op 21 februari 2025 uitgebracht worden. Bij de release werd onthuld dat de makers de film "precies voor het juiste moment" wilden bewaren, waarbij de politieke verdeeldheid binnen de Verenigde Staten destijds als een belangrijke factor genoemd werd.

## Ontvangst
The Unbreakable Boy bracht in zijn openingsweekend in de Amerikaanse en Canadese bioscoopzalen 2,4 miljoen dollar op aan de kassa en in het tweede weekend kwam daar nog eens 1,3 miljoen dollar bij. De totale opbrengst van de film bedroeg zo'n 7,2 miljoen dollar.
De film kreeg matig positieve kritieken van de filmcritici, met een score van 48% op Rotten Tomatoes, gebaseerd op 42 beoordelingen. Metacritic gaf de film een score van 35 op 100, gebaseerd op 6 beoordelingen.